# Корейцы на крышах

«Корейцы на крышах»

Корейцы на крышах (англ. Rooftop Koreans или Roof Koreans) — относится к американцам корейского происхождения предпринимателям и местным жителям, которые во время беспорядков в Лос-Анджелесе в 1992 году вооружились и поднялись на крыши местных предприятий, чтобы защитить себя и свой бизнес. Беспорядки в городских районах были спровоцированы оправданием четырех сотрудников полицейского управления Лос-Анджелеса, обвиненных в избиении Родни Кинга, и вылились в массовые беспорядки и мародерство, а также в массовое насилие и поджоги по всему городу.

## Предыстория
В Лос-Анджелесе существовала напряженность в отношениях между корейской и афроамериканской общинами. По словам некоторых корейцев, среди чернокожих существовало ощущение, что корейцы отнимают что-то у общества, занимаясь мелким бизнесом в чёрных кварталах и в особенности районе Южного Лос-Анджелеса, что привело к расовому недовольству. Предыдущие инциденты с применением насилия включали убийство в 1991 году Латаши Харлинс, афроамериканского подростка, которую застрелила владелица круглосуточного магазина корейско-американского происхождения Сун Джа Ду подозревая в краже апельсинового сока.
Ду была судима и приговорена к десяти годам тюремного заключения условно с испытательным сроком в пять лет, с 400 часами общественных работ и выплатой компенсации в размере 500 долларов, а также расходов на похороны Харлинс. Приговор был широко расценен как чрезвычайно мягкий, а неудавшаяся апелляция, как сообщается, стала одним из катализаторов беспорядков в Лос-Анджелесе в 1992 году.

## События
После вынесения вердикта по делу Родни Кинга полиция Лос-Анджелеса не смогла обеспечить защиту многих пострадавших районов из-за огромного масштаба беспорядков. Спорным было то, что вместо этого полиция решила создать оборонительный периметр вокруг городов Беверли-Хиллз и Западный Голливуд, отрезав Корейский квартал и пренебрегая другими общинами меньшинств с низким уровнем дохода, предоставив общине Корейского квартала в основном самим заботиться о себе. В ответ многие корейские владельцы бизнеса и местные жители взяли дело в свои руки.
Местные корейские радиостанции Лос-Анджелеса обратились с призывом помочь корейским владельцам бизнеса, что привело к прибытию добровольцев с собственным огнестрельным оружием. Перекресток 5-й улицы и Западной авеню стал горячей точкой, где корейский продуктовый магазин «California Market» (также называемый «Гаджу» или «Каджу») стал главной точкой конфликта. В число других мест, которые граждане защищали с помощью огнестрельного оружия, входили 8-я улица и Оксфорд-стрит, а также Западная и Третья улицы. Газета Los Angeles Times сообщила, что на крыше продуктового магазина находилось несколько человек с «дробовиками и автоматическим оружием». Журнал Ebony отметил использование «винтовок и пистолетов».
Поскольку в то время в Южной Корее действовала тридцатимесячная обязательная военная служба для мужчин, было отмечено, что многие корейские иммигранты имели опыт обращения с огнестрельным оружием.
Действия «корейцев на крыше» вызвали споры о контроле над оружием и вигилантизме, одновременно вызвав похвалу за храбрость и находчивость жителей. Эдвард Сон Ли, американец корейского происхождения, был застрелен по ошибке другими корейцами при охране магазинов возле 3-й улицы, будучи принятым со своими друзьями за мародеров. Латиноамериканец Гектор Кастро также был смертельно ранен в Корейском квартале во время беспорядков. Власти не смогли установить, кто его убил, поскольку в этом районе стреляли как торговцы, так и участники беспорядков.
Полиция находилась в состоянии «тактической готовности», поэтому не реагировала ни на какие призывы граждан. Порядок не был восстановлен до тех пор, пока президент Буш не применил Закон о восстании (объявив его восстанием), развернув 15 000 военных. Порядок был восстановлен почти сразу.

## Влияние
Защитники прав на оружие упоминают «корейцев на крыше» за то, что они ценят право граждан на владение огнестрельным оружием и за то, что «сами оказывают первую помощь». В последние годы это также стало темой мемов в социальных сетях, что способствовало ослаблению напряженности в отношениях с афроамериканскими сообществами, особенно во время беспорядков в Фергусоне в 2014 году, появлению движения Black Lives Matter и росту расовой напряженности вокруг Stop Asian Hate.
Во время протестов в Лос-Анджелесе в июне 2025 года Дональд Трамп-младший, сын президента США Дональда Трампа, опубликовал в Твиттере фотографию корейца на крыше с подписью «Сделаем корейцев на крышах снова великими!» В своём сообщении он ссылался на беспорядки и мародёрство, которые произошли во время протестов. Федерация американцев корейского происхождения Лос-Анджелеса осудила твит Трампа-младшего, назвав его «издевательством над текущими беспорядками» и призвав «никогда не использовать прошлые травмы корейского народа в любых целях». Хёнвон Кан, который сделал фотографию во время освещения беспорядков 1992 года, заявил, что Трамп-младший «использует фотографию вне контекста», и позже обратился к юристу, когда Трамп-младший не отреагировал на просьбы удалить пост.
По данным Fox News, Тони Мун, один из корейцев, находившихся на крышах во время беспорядков в Лос-Анджелесе в 1992 году, заявил, что беспорядки в июне 2025 года «…организованы искусственно в политических целях». Он описал беспорядки 1992 года как имевшие (в некотором смысле) «органическое» напряжение, поскольку с 1991 года, после убийства Латаши Харлинс, постепенно нарастала напряжённость между чернокожими и корейскими общинами. По словам Муна, «тогда настроения были совсем другими, чем сейчас», — сказал он. «Теперь всё это искусственно. И не только это, но и нет настоящей поддержки со стороны каких-либо сообществ. Вы знаете, это то, что я бы назвал частью второй BLM/Antifa 2020 года, которая продолжается». Мун добавил: «Но это не имеет той же силы и поддержки, которую имело в 2020 году в отношении сокращения финансирования полиции и движения Black Lives Matter», — продолжил он. «Я этого не вижу, и то, чего они хотят, — это найти кого-то, кто станет мучеником. Они ищут смерть. Они ищут следующего Джорджа Флойда». Мун заключил, что, хотя он за мирные протесты, вандализм и мародёрство переходят черту. Затем он призвал жителей Лос-Анджелеса, которые «чувствуют себя небезопасно», сделать то, что сделали корейцы на крышах, и воспользоваться своим правом на самооборону в соответствии со Второй поправкой.